# Fleury-Mérogis
Fleury-Mérogis är en kommun i departementet Essonne i regionen Île-de-France i norra Frankrike. Kommunen ligger i kantonen Morsang-sur-Orge som tillhör arrondissementet Évry. År 2022 hade Fleury-Mérogis 13 816 invånare.

## Befolkningsutveckling
Antalet invånare i kommunen Fleury-Mérogis
| Referens: INSEE |